# بغدیدا
بغدیدا یا بخدیدا یا قره قوش (به عربی: بغدیدا) یک زیستگاه انسانی در عراق است که در استان نینوا واقع شده‌است.

## خصوصیات
بخدیدا ۵۰٬۰۰۰ نفر جمعیت دارد.